# 殤叔
殤叔（しょうしゅく、生年不詳 - 紀元前781年）は、中国の西周時代の晋の君主。姓は姫、名は知られていない。

## 生涯
晋の献侯の子として生まれた。紀元前785年、兄の穆侯が死去すると、殤叔が後を嗣いで晋侯として即位した。このため穆侯の太子仇が出奔した。紀元前781年、太子仇がその一党を率いて殤叔を襲撃し、自ら晋侯として即位した。これが文侯である。